# Fionnphort
Fionnphort är en by på ön Isle of Mull Argyll and Bute, Skottland. Byn är belägen 56 km från Oban. Orten har 70 invånare. Det finns en färja till Iona.